# 塔霍馬 (加利福尼亞州)
塔霍馬（英語：Tahoma）是位於美國加利福尼亞州埃爾多拉多縣和普莱瑟县的一個人口普查指定地區。

## 地理
塔霍馬的座標為39°04′03″N 120°07′42″W / 39.06750°N 120.12833°W，而該地最高點為海拔高度1910米（即6270英尺）。

## 人口
根據2010年美國人口普查的數據，塔霍馬的面積為6.617平方千米，均為陸地。當地共有人口1191人，而人口密度為每平方千米179人。